# Medetera dilatata
Medetera dilatata är en tvåvingeart som beskrevs av Becker 1922. Medetera dilatata ingår i släktet Medetera och familjen styltflugor. Inga underarter finns listade i Catalogue of Life.